# Parsonsfield
Parsonsfield es un pueblo ubicado en el condado de York en el estado estadounidense de Maine. En el Censo de 2010 tenía una población de 1.898 habitantes y una densidad poblacional de 12,23 personas por km².

## Geografía
Parsonsfield se encuentra ubicado en las coordenadas 43°43′58″N 70°53′57″O / 43.73278, -70.89917. Según la Oficina del Censo de los Estados Unidos, Parsonsfield tiene una superficie total de 155.17 km², de la cual 152.52 km² corresponden a tierra firme y (1.71%) 2.65 km² es agua.

## Demografía
Según el censo de 2010, había 1.898 personas residiendo en Parsonsfield. La densidad de población era de 12,23 hab./km². De los 1.898 habitantes, Parsonsfield estaba compuesto por el 97% blancos, el 0.16% eran afroamericanos, el 0.37% eran amerindios, el 0.37% eran asiáticos, el 0% eran isleños del Pacífico, el 0.37% eran de otras razas y el 1.74% pertenecían a dos o más razas. Del total de la población el 1.05% eran hispanos o latinos de cualquier raza.